# Solifugae
Solifugae este un ordin de arahnide, include peste 1 000 de specii descrise la moment, grupate în 153 de genuri. Ei sunt răspândiți predominant în zonele de deșert. Solifugele pot crește până la o lungime de 7 cm. Cea mai notabilă trăsătură a lor sunt chelicerele extrem mari în comparație cu corpul. Unele legende urbane exagerează dimensiunile și pericolul pe care-l prezintă pentru om.

## Etimologie
Cuvântul Solifugae provine din limba latină, și înseamnă "a fugi de soare". Ordinul este cunoscut și sub numele Solpugida, Solpugides, Solpugae, Galeodea și Mycetophorae. Denumirile comune de asemenea sunt variate: păianjen cămilă, scorpionul vântului, jerrymuglum, scorpionul soarelui și păianjenul soarelui. În Africa de Sud sunt numiți și romani roșii.

## Morfologie externă

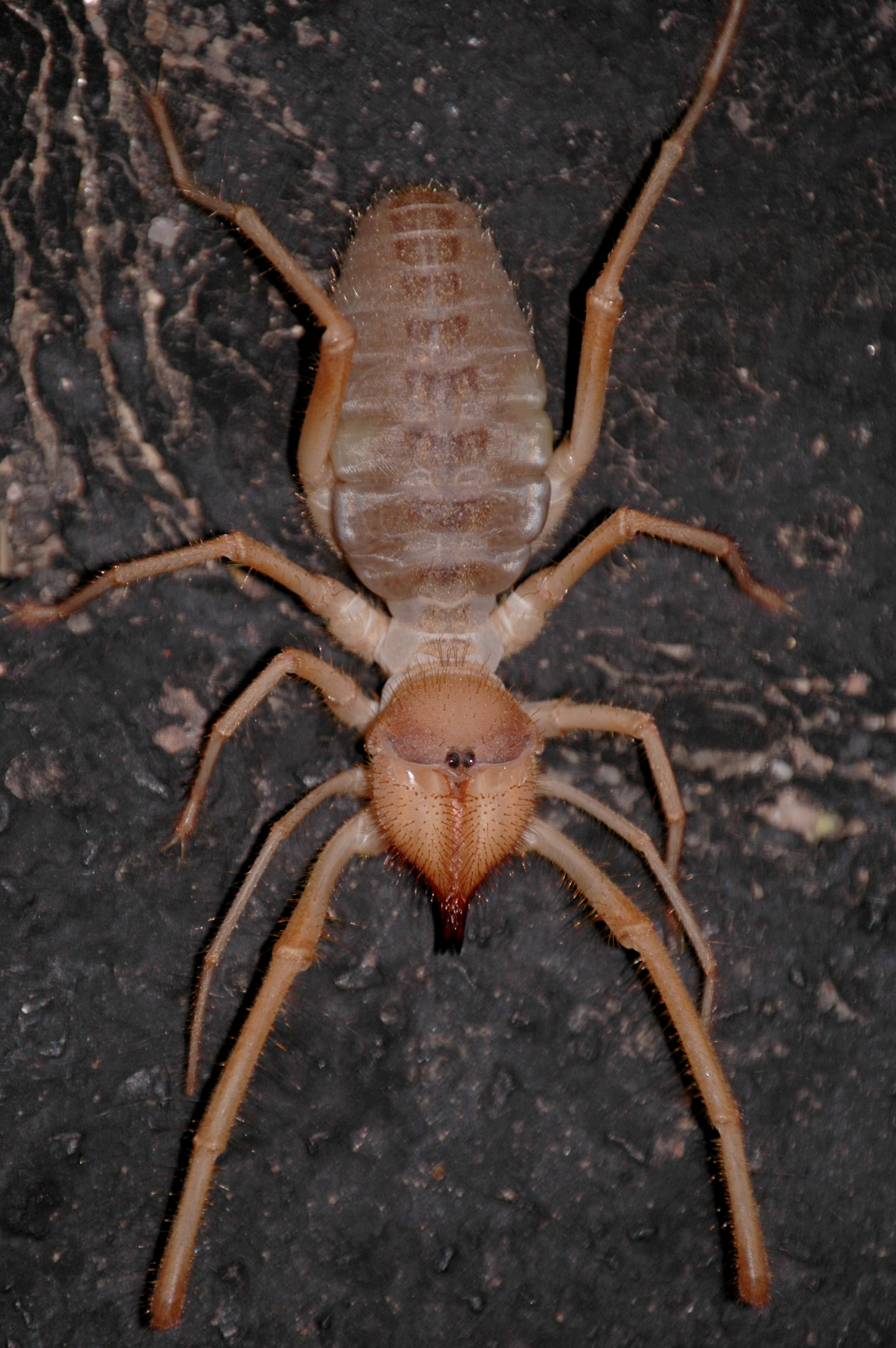
Galeodes sp.

Corpul este format, ca și la celelalte grupe de arahnide, dintr-o prosomă și o opistosomă, unite printr-un pețiol îngust, ce dă corpului un aspect pedunculat și o mobilitate mai înaltă. 

Prosoma poartă chelicere, pedipalpi și membrele locomotoare. Ea este masivă și puternic chitinizată, dură, cu fața ventrală acoperită în întregime de articulațiile membrelor. Prosoma este segmentată, sunt fuzionate numai segmentele primelor membre anterioare formând propeltidiu. Iar celelalte două segmente posterioare sunt libere - mezopeltidiu și, respectiv, metapeltidiu.

Chelicerele sunt foarte mari, aproape jumătate din lungimea prosomei. Au aspect de clește scurte, alcătuite din două articole, fiecare având un număr variabil de dinți. Funcția lor constituie fărâmițarea hranei. În plus, masculii posedă pe chelicere un organ suplimentar - flagelul, care servește drept organ de acuplare. La frecarea chelicerelor se produce un sunet asemănător șuieratului, numit stridulație.

Pedipalpii sunt, comparativ, subțiri formați din șase articole. Prezintă o umflatură terminală adezivă, folosită de solifuge la reținerea prăzii. Pedipalpii funcționează și ca organe senzitive, poartă chemo- și mecanoreceptori. Ultimul articol posedă ventuze cu ajutorul cărora solifugele urcă pe suprafețe verticale. 

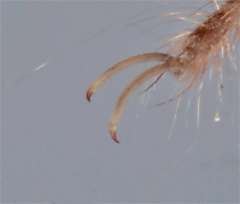
Ghearele tarsale, Gluvia dorsalis

Membrele locomotoare sunt compuse din 6 – 7 articole: coxă, trohanter, femur, tipsie, tibie, bazitars (tibiotars sau metatars) și tars. Prima pereche este mai subțire, fiind utilizată ca antene tactile, celelalte posedă gheare pe ultimul articol. Pe a patra pereche de picioare sunt niște structuri numite maleole, cu rol tactil și senzitiv.

Opistosoma este mai slab chitinizată, păroasa. Ventral, pe primul segment opistosomal se observă o placă sternală, pe cel de-al doilea se deschide orificiul genital și cele două (sau una) stigme. Ea este alcătuită din 10 segmente. Fiecare segment posedă câte o tergită dorsală și o sternită ventrală.

## Anatomie
Sistemul nervos constă dintr-un creier dorsal localizat în prosomă și un ganglion masiv, ventral, subesofagian. Creierului și ganglionul sunt conectați formând un inel în jurul esofagului. În opistosomă este prezent un singur ganglion.

Organele de simț. Corpul, mai ales membrele, este acoperit cu perișori tactili, ce recepționează vibrațiile aerului, solului. Vederea e asigurată de 2 ochi mediani, relativ dezvoltați, ochii laterali fiind regresați.

Aparatul circulator. Inima este de formă unui tub scurt, situată în prosoma posterioară și opistosomă. Inima are opt osteole - orificii prin care sângele intră în inimă, două în prosomă și șase în opistosomă.

Sistemul respirator este de tip traheal. Lateral corpul este traversat de două trahei principale care se ramifică spre toate organele. Traheile se deschid la baza coxelor celei de a doua perechi de picioare și în segmentele II și III ale opistosomei. Orificiile sunt acoperite cu opercule.

Aparatul digestiv. Hrana este prinsă și fărâmițată cu ajutorul chelicerelor și lichefiată cu sucurile excretate de glandele salivare. Apoi, lichidul intern se aspiră cu ajutorul esofagului musculos. Tubul digestiv continuă cu un stomac, intestin mediu și posterior, și orificiul anal. Intestinul mediu prezintă ramificații numite diverticule intestinali, unde are loc a două parte a degerării și absorbția nutrienților. Diverticulele ocupă cea mai mare parte a volumului opistosomei. Ei joacă un rol important în depozitarea hranei, care este folosită în perioadele nefavorabile. 

Excreția este realizată de tuburile lui Malpighi și o pereche de glande coxale situate în prosomă. Tuburile se deschid în tubul digestiv, iar canalele glandelor prin orificii situate la baza pedipalpilor.

## Reproducere

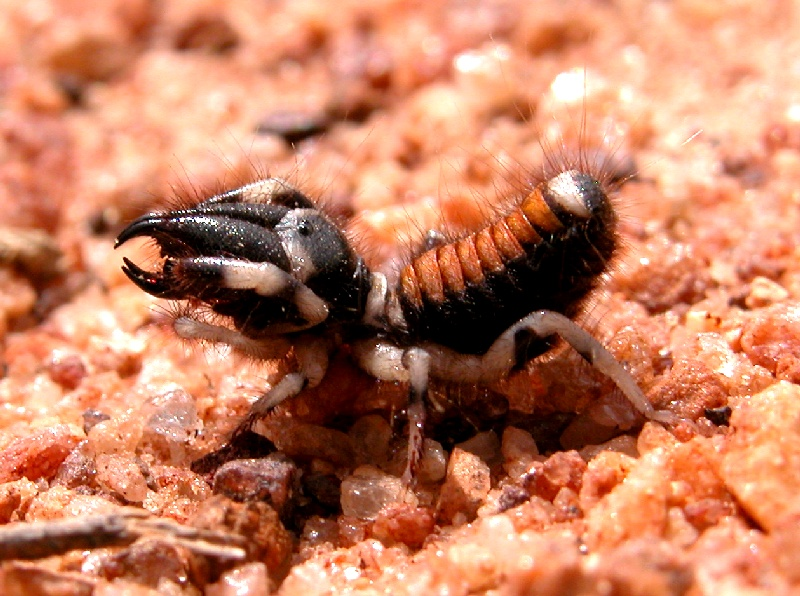
Solifug din India

De obicei, împerecherea are loc noaptea. Masculul găsește femela după miros cu ajutorul unor receptori olfactivi situați pe pedipalpi. Copulația poate avea loc direct sau indirect, prin transferul spermei. În timpul împerecherii masculul este foarte activ, pe când femela devine pasivă. Masculul depune pe suprafața solului un spermatofor lipicios, în care se află sperma. Apoi, apucă spermatoforul în chelicere și îl introduce în orificiul genital femel. Pentru aceasta chelicerele sunt înzestrați cu flagel, având un rol în copulare. Întregul proces durează numai câteva minute. Spre sfârșitul împerecherii femela devine mobilă și agresivă față de mascul. De aceea, după finisare masculul fuge de la femelă, altfel riscă să fie mâncat. Femela fecundată este îndeosebi de mâncăcioasă, deoarece după depunerea pontei nu se va hrăni. După o perioadă de alimentare bogată, ea sapă o vizuină subterană puțin dilatată la capăt. Ouăle, în număr de 50 - 200, sunt depuse în vizuină. Dezvoltarea embrionară începe în interiorul femelei, de aceea juvenilii eclozează la scurt timp după depunere. Tinerii sunt imobili, cu o cuticulă albicioasă, lipsită de segmentare și perișori. După 2 - 3 săptămâni micile solifuge năpârlesc, cuticula devine dură și segmentată, și se acoperă cu perișori. Mama lor rămâne cu puii până când ei vor putea să se hrănească singuri. Durata de viață a solifugelor nu este cunoscută.

## Ecologie

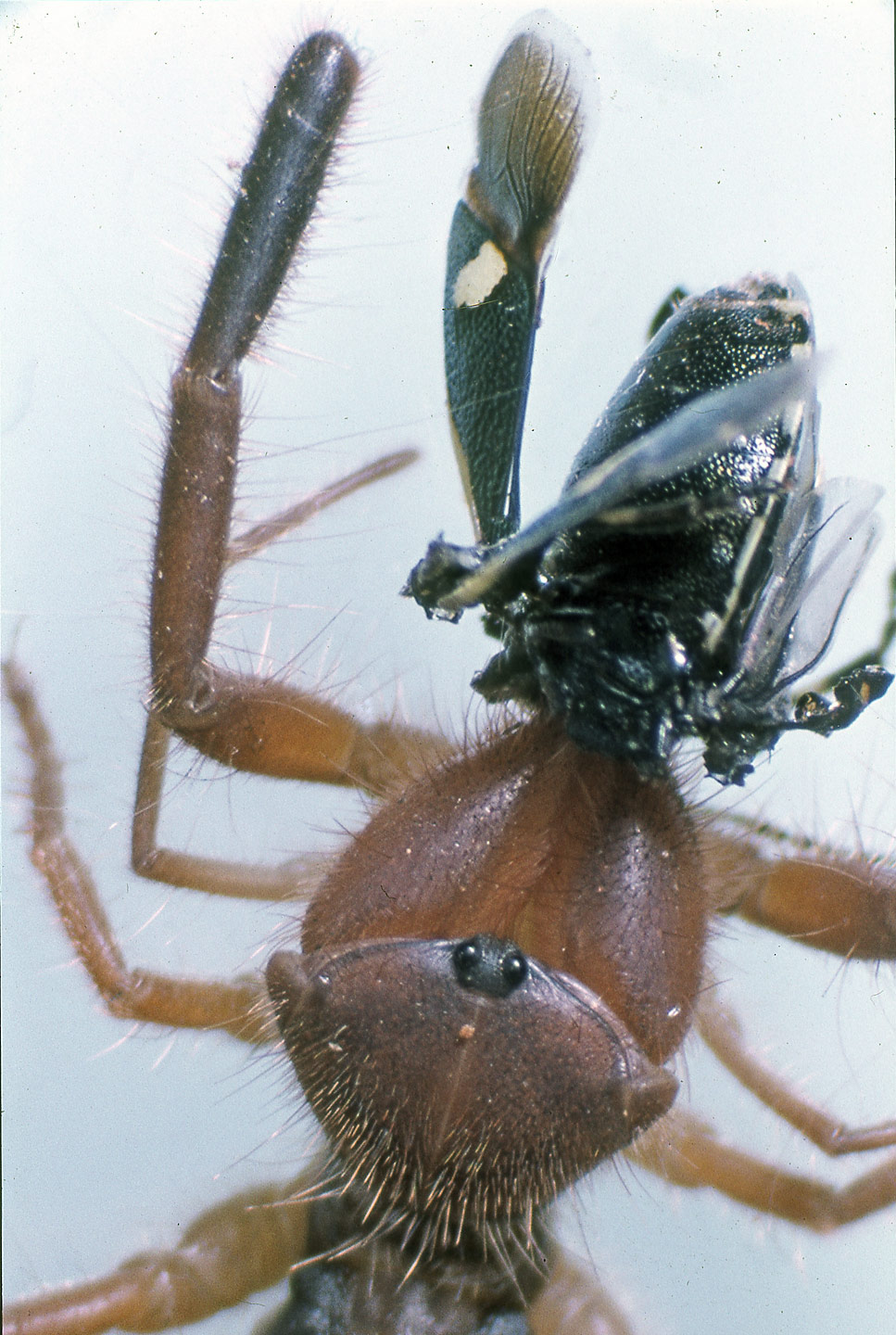
Gluvia dorsalis mâncând Eurydema oleraceum

Solifugele sunt considerate indicatori endemici ai biomurilor de deșert. Cele  mai multe solifuge locuiesc în habitatelor calde și aride. Arealul lor cuprinde  practic toate deșerturi în ambele emisfere, de est și de vest, cu excepția Australiei. Unele specii au fost întâlnite în ecosisteme forestiere sau de stepă. Iarna solifugele hibernează, uneori și în perioada aridă de vară.

Solifugele sunt animale carnivore sau omnivore, majoritatea speciilor se hrănesc cu termite, gândaci nocturni și alte artropode. Cele mai curajoase au fost observate mâncând șerpi și  rozătoare. Unele solifuge au fost filmate consumând chiar și șopârle. Prada este detectată cu ajutorul pedipalpilor, apoi ucisă și fărâmițata în bucăți de către chelicere. După aceasta, victima este lichefiată cu sucuri digestive care conțin enzime. Lichidul rezultat este ingerat prin faringe. Deși, în mod normal, nu atacă oamenii, chelicerele lor pot penetra pielea umana, ceea ce cauzează mușcături dureroase. Pe chelicere se pot găsi și rămășițe ale prăzilor aflate în descompunere, și în timpul mușcăturii omul se poate infecta cu diverse bacterii. Solifugele sunt rapide în comparație cu alte nevertebrate, cel mai rapid poate alerga cu viteza de 16 km/h.

## Controverse privind veninul
În timp ce solifugele erau considerate arahnide neveninoase , există un singur studiu publicat efectuate în India, în 1978. Un grup de cercetători au făcut preparate histologice din chelicerele specie Rhagodes nigrocinctus, și au constatat prezența unor glande epidermice. Extrase din aceste glande au fost injectate în șopârle și 7 din 10 șopârle au fost paralizate. Acest studiu nu a fost niciodată confirmat, și alți cercetători n-au fost în stare să localizeze aceste glande la alte specii. Și  nu se știe dacă există un mecanism pentru injectarea veninului în pradă (cercetători au injectat-o manual în șopârle).

## Solifugele și omul
Solifugele au fost recunoscute ca animale (taxoni) distincte din timpuri străvechi. Grecii au observat caracteristicile distincte față de păianjeni; păianjeni fiind numiți ἀράχνη (arachne), în timp ce au fost solifugele -  φάλαγξ (falanga). Eronat, acestea sunt menționate, împreună cu scorpioni, că ar fi responsabili pentru abandonarea țării Aethiopoia. Anton august Heinrich Lichtenstein a presupus în 1797 ca șoarecii care urmăreau filistenii, descriși în Vechiul Testament erau solifugele. În timpul Primului Război Mondial, soldații din trupele staționate în Abukir, Egipt organizau lupte între diferite solifuge, cu scopul de a face pariuri. În mod similar, trupele britanice staționate în Libia, în al Doilea Război Mondial organizau lupte între solifuge și scorpioni

### Legende urbane

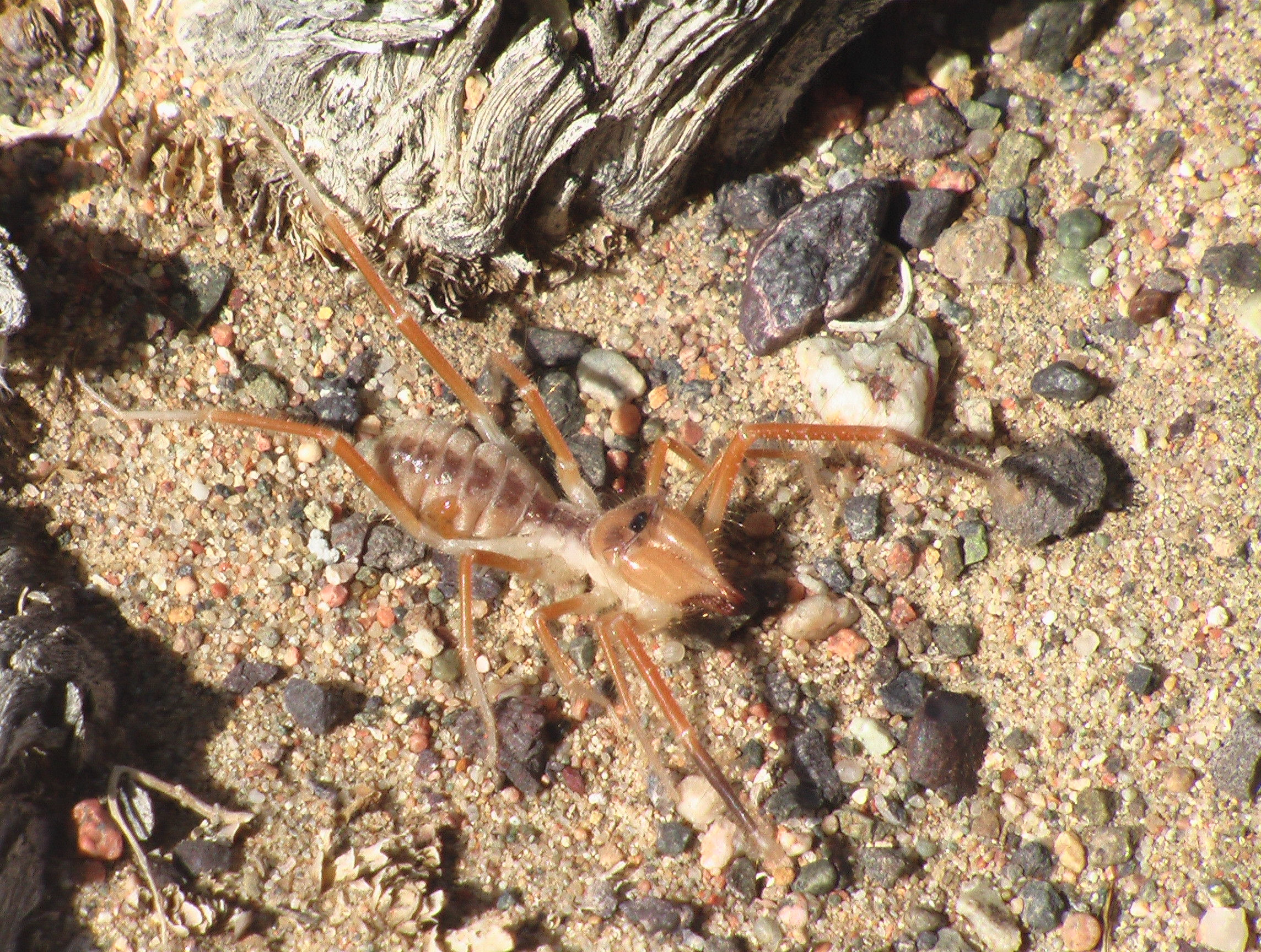
Solifug din Deșertul Gobi, Mongolia

Solifugele sunt subiectul a multor legende urbane care exagerează dimensiunea, viteza, comportamentul, pofta de mâncare și moartea acestora. Ele nu sunt deosebit de mari, cea mai mare având 12 cm (inclusiv lungimea picioarelor). Membrii acestui ordin de arahnide nu au venin, cu o posibilă excepție (vezi mai jos) și nu produc mătase.

În Orientul Mijlociu, este larg răspândit mitul printre soldații americani și a coaliției forțelor militare staționate acolo, că solifugele se hrănesc cu corpul uman de viu. Legenda spune că animalul va injecta venin, cu efect anestezic, în pielea victimei și acesta va adormi. Apoi, solifuga se alimentează cu unele părți a corpului. Și când se trezește omul descoperă răni mari deschise. Solifugele nu produc substanțe anestezice și nu atacă prăzi mai mari decât ele însele, cu excepția cazurilor de apărare. Unii cred că solifugele pot sări, de asemenea un fapt ireal.

Datorită aspectului lor bizar, mulți oameni sunt speriați sau le este frică de ele. Aceste temeri au fost alimentate de cazul unui soldat din Anglia. Un solifug descoperit în casa unui soldat britanic din Colchester (Anglia) a ucis câinele de companie. Cel mai marea pericol pe care-l prezintă solifugele este mușcătura dureroasă. Totuși, puține solifuge posedă chelicere capabile să penetreze pielea omului.

## Răspândire
Solifugele se întâlnesc, cele mai multe, în Lumea veche, unde se găsesc aproximativ 8 familii cu peste 500 de specii. În America de Nord și de Sud sunt răspândite trei familii dintre care două endemice - Daesiidae, Ereobatidae și Ammotrechidae. În Palearctic predomină speciile din familiile Galeodidae, Rhagodidae, Karschiidae și Daesiidae. În Europa solifugele se întâlnesc pe peninsulele Balcaniă, Iberică și Crimeea, și în munții Caucaz. Solifugele sunt răspândite pe scară largă în Asia Mijlocie, de Sud și în Orientul Apropiat.

## Sistematică

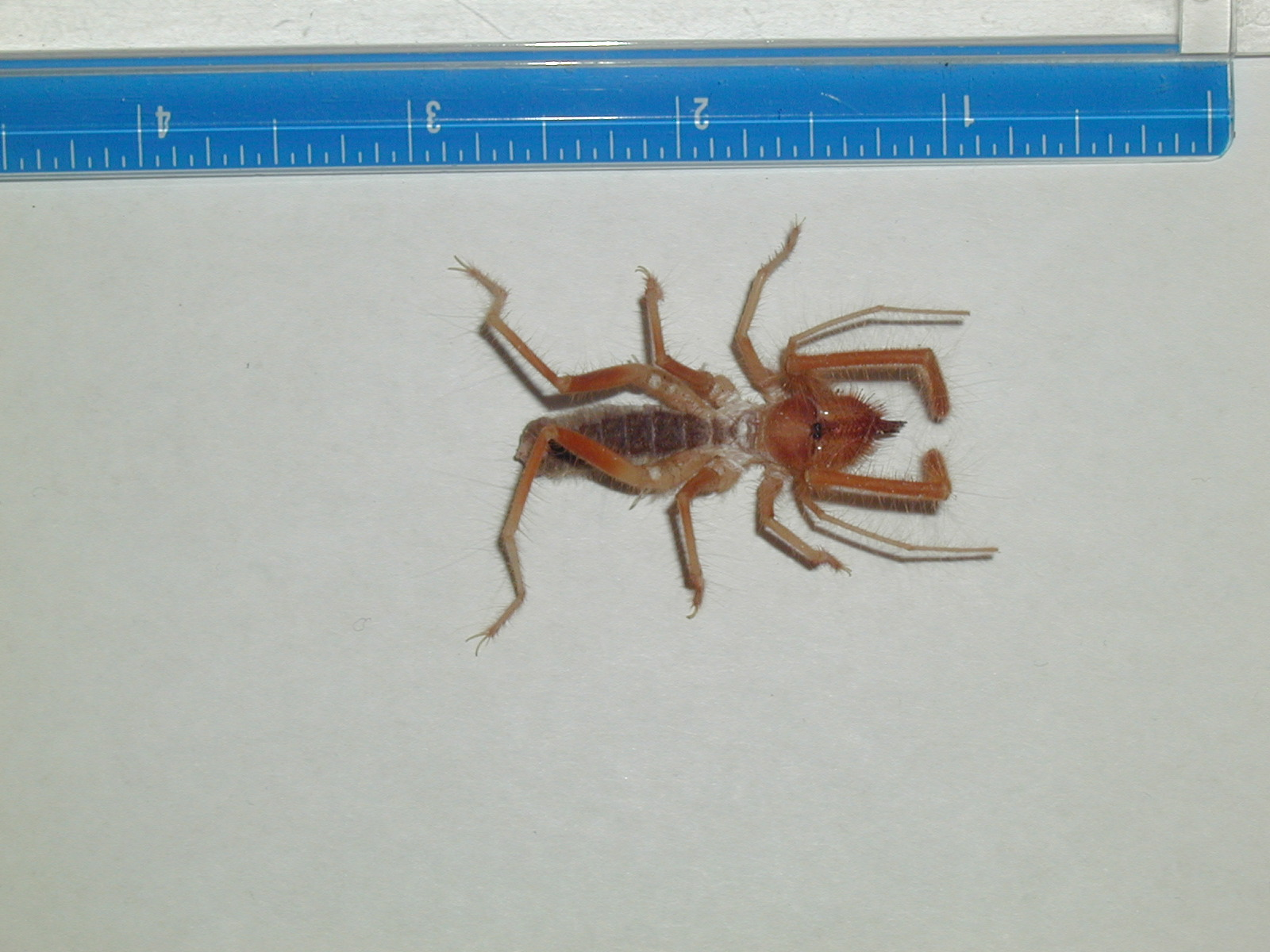
Reprezentant al familiei Ammotrechidae, Arizona, SUA

Ordinul Solifugae cuprinde 1065 de specii grupate în aproximativ 153 genuri și 12 familii existente și una fosilă:
- Ammotrechidae Roewer, 1934 (20 genuri, 80 specii, America);
- Ceromidae Roewer, 1933 (3 genuri, 20 specii, Africa)
- Daesiidae Kraepelin, 1899 (29 genuri, 180 specii, America de Sud, Africa, Europa, Asia)
- Eremobatidae Kraepelin, 1899 (7 genuri, 190 specii, America Centrală);
- Galeodidae Sundevall, 1833 (9 genuri, 200 specii, Africa, Europa, Asia);
- Gylippidae Roewer, 1933 (5 genuri, 25 specii, Africa, Asia);
- Hexisopodidae Pocock, 1897 (2 genuri, 25 specii, Africa);
- Karschiidae Kraepelin, 1899 (4 genuri, 40 specii, Africa, Grecia, Asia);
- Melanoblossidae Roewer, 1933 (6 genuri, 16 specii, Africa, Vietnam, Indonezia);
- Mummuciidae Roewer, 1934 (10 genuri, 18 specii, America de Sud);
- Rhagodidae Pocock, 1897 (27 genuri, 98 specii, Africa, Asia);
- Solpugidae Leach, 1815 (23 genuri, 200 specii, Africa Irak).
- † Protosolpugidae — fosilă Pennsylvania, SUA).